# Motezuma
Motezuma és una òpera italiana d'Antonio Vivaldi amb llibret de Girolamo Giusti, inspirat en la Historia de la Conquista de Méjico d'Antonio de Selio i descriu de forma molt lliure i fantasiosa la relació entre l'emperador asteca Moctezuma i Hernán Cortés. Fou estrenada el 14 de novembre de 1733 al Teatro Sant'Angelo de Venècia.

## Redescobriment i polèmica
Després de les seves primeres representacions, com tantes altres òperes vivaldianes, va caure en l'oblit i se'n va perdre la partitura. Fins a l'any 2002 només se'n coneixia el llibret i una sola ària. Aquell any, però, es va descobrir la partitura original de l'òpera, gairebé completa, als arxius de la Sing-Akademie zu Berlin, que després de la Segona Guerra Mundial havien estat transferits a Kíev. En aquesta ciutat el musicòleg Steffen Voss descobrí la partitura del Motezuma i posteriorment el govern d'Ucraïna restituí tots els arxius a la Sing-Akademie zu Berlin.
A partir d'aquest moment, una vegada es van començar a fer plans per a la representació i la gravació de l'òpera, sorgí un considerable enfrontament respecte als drets de reproducció: la Sing-Akademie afirmava que tenia els drets exclusius, incloent-hi els drets de representació de l'obra, de manera que qualsevol teatre que volgués representar l'òpera l'hi hauria de pagar drets. Malgrat que semblaria que els drets d'una obra creada el 1733 no haurien de tenir copyright, el cas judicial no estava clar i no se solucionà fins al 17 de maig de 2006, quan el tribunal d'instància de Düsseldorf declarà que l'obra de Vivaldi estava lliure de drets (així i tot, la Sing-Akademie encara pensa recórrer al tribunal suprem federal alemany).

## Discografia
| Any  | Director    | Orquestra            | Cantants                                       | Editorial                    | Notes |
| ---- | ----------- | -------------------- | ---------------------------------------------- | ---------------------------- | ----- |
| 2006 | Alan Curtis | Il Complesso Barocco | Vito Priante Marijana Mijanovic Maite Beaumont | Archiv - Deutsche Grammophon |       |